# 후쿠에정 (아이치현)
후쿠에정(福江町)은 아이치현 아쓰미군에 설치되었던 정이다. 현재의 다하라시에 해당한다.